# Joe 90
Joe 90 es una serie televisiva británica de ciencia ficción realizada con marionetas. Fue creada por Gerry Anderson y Sylvia Anderson y su compañía de televisión APF en asociación con ATV para ITC Entertainment. 
Fue emitida durante una temporada, originalmente entre el 29 de septiembre de 1968 y el 29 de abril de 1969, siendo por lo tanto, la penúltima producida en su género. Luego siguió The Secret Service entre septiembre y diciembre de 1969.

## Historia
Es el siglo XXI (2012-2013) La serie trata sobre las aventuras de un niño de nueve años, Joe McClaine, que comparte su tiempo entre su infancia normal y una vida de espía por medio de un invento de su padre.
Este creó una máquina capaz de transferir de manera rapidísima gran cantidad de conocimientos. Aplicando la máquina a Joe lo capacita para realizar varias misiones en busca de preservar la paz mundial
La serie creada por Gerry y Sylvia Anderson y filmada por "Century 21 Productions" solo tuvo 30 episodios siendo hoy objeto de culto.